# Bandera d'Olius
La bandera oficial d'Olius (Solsonès) té la següent descripció:
Bandera apaïsada de proporcions dos dalt per tres de llarg, dividida verticalment en tres parts iguals, vermella la primera o més pròxima al pal, escacada de groc i de negre al centre, i vermella al vol; a l'angle superior, tocant al pal, un mutant blanc sobremuntat d'una flor de lis igualment blanca; la part central composta de sis files horitzontals de tres escacs, les senars groc, negre i groc, i les parells, negre, groc i negre.
El castell d'Olius, dels comtes d'Urgell, és representat pel pal central escacat de negre i groc. El muntant i la flor de lis representa la Mare de Déu, patrona del municipi. Està relacionada, pels escacs d'Urgell, amb les banderes de les comarques de l'Urgell, la Noguera i el Pla d'Urgell.
Es va publicar en el DOGC el 5 de juny de 1991.